# Första Vatikankonciliet

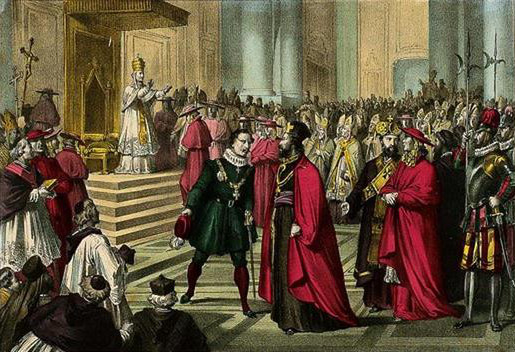
Konciliets högtidliga invigning, 8 december 1869.

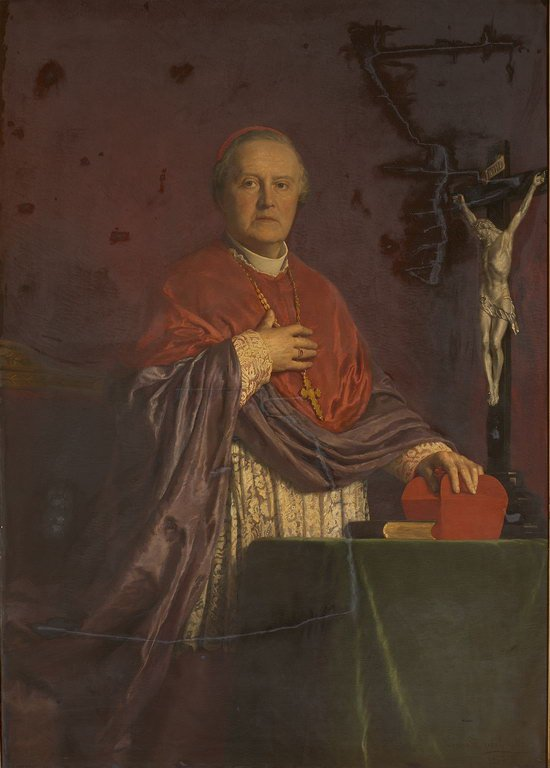
Den belgiske biskopen Victor Auguste Dechamps var en av konciliets ledande ultramontanister. 1875 upphöjde påven honom till kardinal.

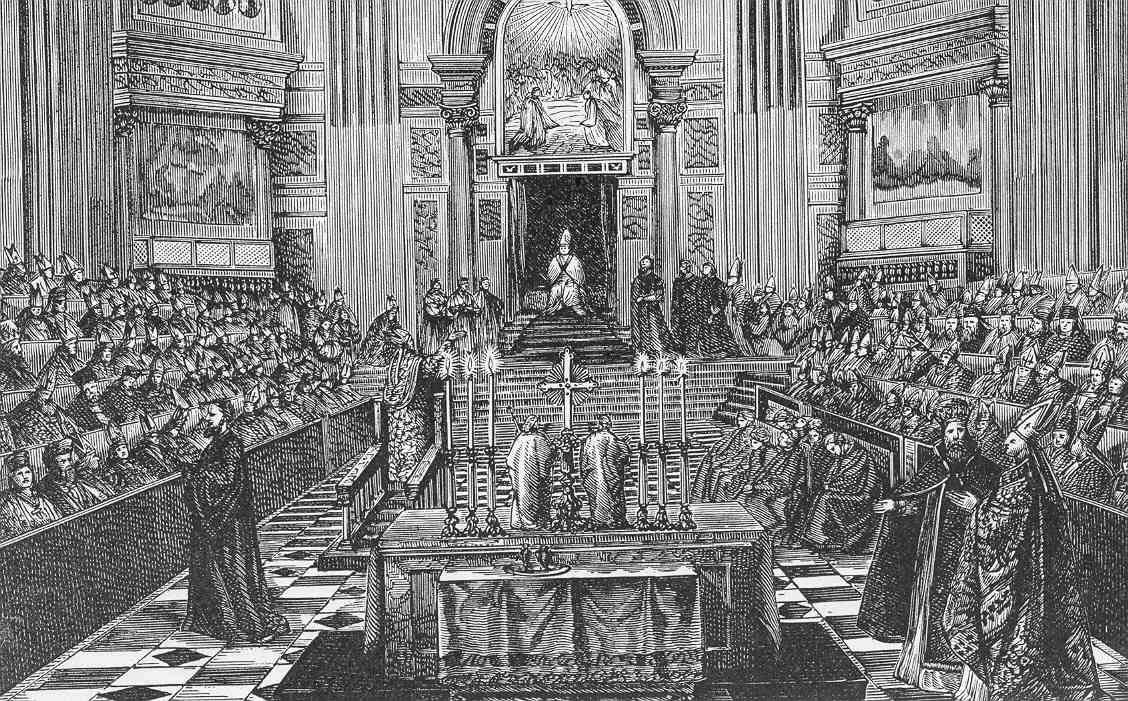
Konciliet pågår i Peterskyrkan. Pius IX på upphöjd tron.

Första Vatikankonciliet (latin Concilium Vaticanum primum) var romersk-katolska kyrkans 20:e allmänna kyrkomöte. Det öppnades den 8 december 1869 av påven Pius IX och avslutades i förtid den 20 oktober 1870 sedan italienska trupper intagit Rom och Kyrkostaten upplösts. 
Konciliet ökade påvens makt genom att slå fast dogmen om påvens ofelbarhet samt dogmen om hans universalepiskopat, vilket syftar på påvens rätt att ingripa i varje biskops sätt att leda sitt stift. Första Vatikankonciliet utgjorde ett hårt slag mot den gallikanska rörelsen, som betonade enskilda nationella kyrkors relativa självständighet, genom att istället tydligt deklarera den ultramontana positionen.
Kyrkomötet behandlade särskilt (1) frågor om uppenbarelsen och dess förhållande till förnuftet, (2) ecklesiologin, det vill säga läran om kyrkans väsen. Konciliet antog två konstitutioner: Dei Filius och Pastor aeternus. Påvens främsta syfte med konciliet var att hantera de riktningar i tiden, rationalism, liberalism och materialism, som han såg som problem.

## Skrivelser
Dei Filius var konciliets första dogmatisk konstitution (särskilt auktoritativt lärodokument) riktad mot rationalism, materialism och ateism. Skrivelsen behandlar frågan om tron och logiken, om uppenbarelsen och dess förhållande till det mänskliga förnuftet.

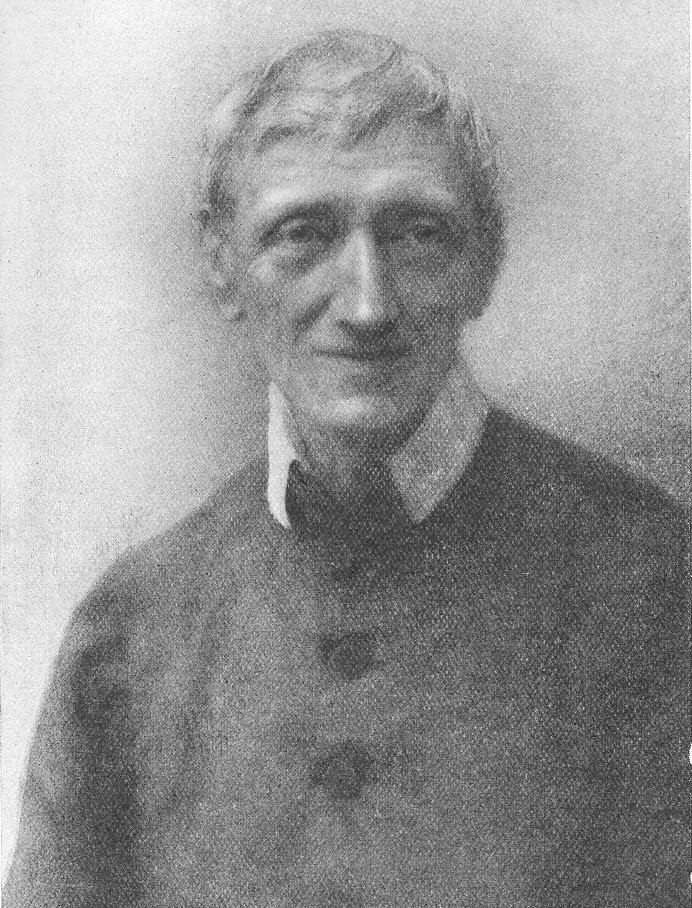
John Henry Newman var på förhand oroad över tanken på en ofelbarhetsdogmen och dess aggressiva förespråkare, men försvarade den lojalt när den väl var proklamerad och var nöjd med att dess omfattning var så begränsad. Den protestantiska uppfattningen om dogmens betydelse och verkningar syntes honom starkt överdriven. En av hans mest berömda böcker, Letter to the Duke of Norfolk, är ett försvar för katolicismen mot en protestantisk vrångbild av katoliken som förslavad under påven. Newman menade att det inte fanns någon motsättning mellan ofelbarhetsdogmen och individens eget samvete. Härifrån kommer Newman-citatet "Certainly, if I am obliged to bring religion into any dinner toasts (which indeed does not seem quite the thing) I shall drink - to the Pope, if you please - still, to Conscience first, and to the Pope afterwards."

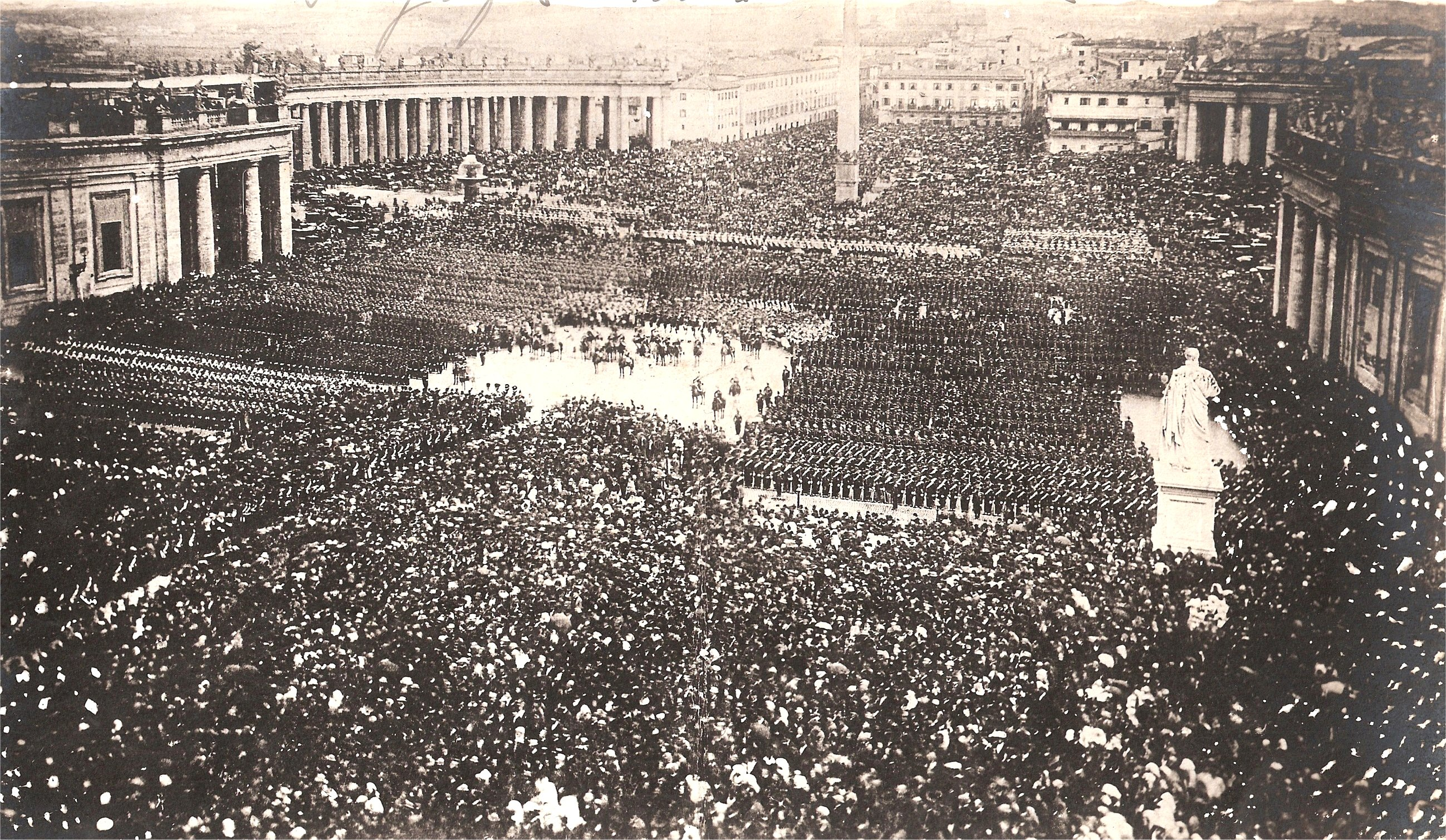
Pius IX välsignar sina trupper, 25 april 1870. Konciliet kom att hållas medan Europa var på väg in i krig. I september intog Italien Rom vilket innebar slutet på Kyrkostaten och gjorde det definitvt omöjligt att slutföra konciliet.

Pastor aeternus (ung. "Den evige herden") är konciliets andra dogmatiska konstitution. I likhet med alla högtidliga romerska dokument är den namngiven efter skrivelsens inledande ord. Dokumentet avhandlade frågan om påvens auktoritet.
Skrivelsen slog fast att påven har kyrkans högsta auktoritet, Till skillnad från Konciliet i Florens (1431-1445) utsaga säger Pastor aeternus att påvens auktoritet även står över koncilierna. Skrivelsen fastställde också den ofta missförstådda läran om påvens ofelbarhet.

## Förhistoria och öppnande
Första vatikankonciliet var det första ekumeniska konciliet sedan Tridentinska kyrkomötet (1545-1563). Pius IX nämnde förslaget ett sådant koncilium första gången 1864. Mötet förbereddes genom en central kommission, bildad 1865 och senare flera underkommissioner Kommissionerna bestod huvudsakligen bestående av medlemmar av kurian och förberedde arbetsdokument benämnda schemata.
Kallelsen till konciliet skickades ut 29 juni 1868. Särskilda inbjudningar skickades också ut till de ortodoxa kyrkorna och till protestanterna; de sistnämnda uppmanades också att använda tillfället till att reflektera över att återvända till fadershuset. Omkring 1050 delegater, huvudsakligen biskopar, hade rätt att närvara vid konciliet. Till konciliets högtidliga öppnande på utsatt dag kom 716. Ytterligare några anslöt senare, så att antalet delegater som närvarat under någon del av konciliet blev 774, samtidigt som mest 764. Den icke-katolska, ekumeniska uppslutningen var mager.

## Debatten om ofelbarhetsdogmen
Antagandet av ofelbarhetsdogmen föregicks av lång och intensiv debatt, såväl före som under själva konciliet. Inbjudningen till konciliet hade väckt oro för just en sådan utveckling särskilt i Frankrike, Tyskland och England och konciliet föregicks av att biskopar som Henry Maret i Paris och Félix Dupanloup av Orleans gav ut skrifter som argumenterade emot en sådan dogmutveckling, som besvarades av andra med motsatt mening såsom ärkebiskop Victor Auguste Dechamps av Mechlin i Belgien.

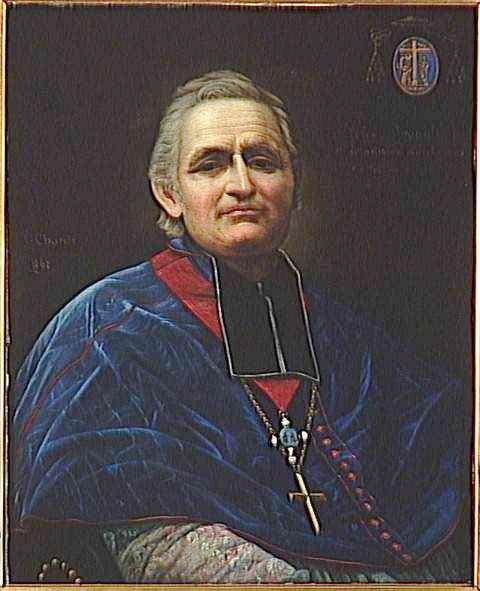
Felix Dupanloup, biskop av Orleans i Frankrike, betraktas som en måttfull kyrkopolitiker. Han argumenterade emot den påvliga ofelbarhetsdogmen både före och under konciliet, men var efteråt snabb att godta den.

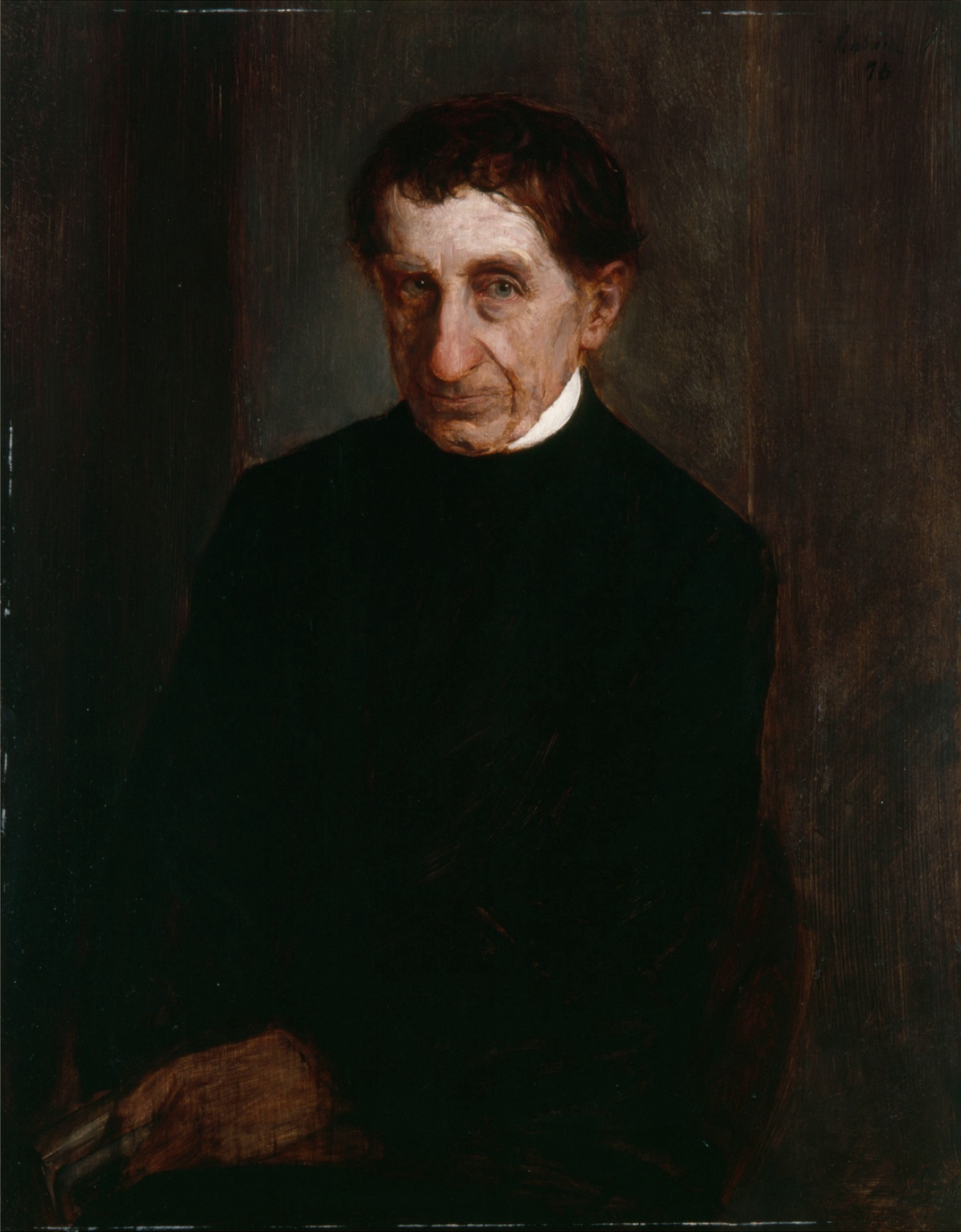
Ignaz von Döllinger, teologiprofessor i München, kunde inte godta ofelbarhetsdogmen och ledde en grupp om 44 teologer på universitetet i München, som skrev en protestskrift mot dogmen. Hans ärkebiskop exkommunicerade honom. von Döllinger kom att bli betydelsefull för de gammalkatolska kyrkornas tillväxt, trots att han aldrig själv gick med i någon gammalkatolsk kyrka.

Det textförslag som låg till grund för Pastor aeternus hette Schema de ecclesia Christi (Om Kristi kyrka) och hade ursprungligen inte innehållit några särskilda formuleringar om påvens ofelbarhet, men ett sådant lades till under konciliets gång efter förslag och petitioner från koncilieledamöter. Större delen av konciliets ledamöter var för förslaget. Den minoritet som var emot menade att påvens ofelberhet var ett ämne som inte lämnade sig för formell definition och var rädda för att en ofelbarhetsdogm skulle leda till ökad splittring inom kyrkan, att den skulle få människor att lämna tron och få de som redan levde utanför den att känna sig ännu mer främmande för den, samt krångla till relationerna med olika nationella regeringar. Ofelbarhetsdogmen debatterades även utanför själva konciliet. Hårdast emot argumenterade professor Ignaz von Döllinger i Bayern.
Den första omröstningen den 13 juli om hela Schema de ecclesia fick till resultat av 601 röstande 451 ja, 62 ja med vissa förbehåll och 88 nej. Fem ledamöter var frånvarande vid omröstningen. Påven försökte uppnå större enighet genom att påpeka sin egen önskan att förslaget skulle antas. På grund av det bekymmersamma politiska läget med hotande krig mellan Tyskland och Frankrike åkte konciliefäder från båda lägren hem. Strax före den fjärde och sista offentliga sessionen åkte en stor andel av de som var emot förslaget hem, varför mötet till den fjärde sessionen bestod av 535 ledamöter varav endast två röstade uttryckligen nej.
Efter antagandet av ofelbarhetsdogmen fick delegaterna lämna Rom i ett par månaders sommaruppehåll. Under tiden bröt det fransk-tyska kriget ut, och Frankrike kunde inte längre skydda Rom militärt. Staden invaderades av italienska trupper och fortsatt koncilium omöjliggjordes. När Pius IX den 20 oktober 1870 förklarade konciliet upplöst hade man bara hunnit med en bråkdel av det arbete som ursprungligen planerats.
En del av de som inte kunde acceptera dogmen om påvens ofelbarhet lämnade Romersk-katolska kyrkan och utgör en del av de gammalkatolska kyrkorna.